# Daniel George McKenzie
Pour les articles homonymes, voir Daniel McKenzie et McKenzie.
Daniel George McKenzie (24 juin 1860-4 février 1940) est un homme politique canadien de la Nouvelle-Écosse. Il est député provincial United Farmers et ensuite libéral-conservateur de la circonscription néo-écossaise de Cumberland (en) de 1920 à 1933.
McKenzie, en tant que chef des United Farmes, exerce la fonction de chef de l'Opposition officielle en 1920, ainsi que de président de l'Assemblée législative de la Nouvelle-Écosse de 1929 à 1933.